# Józef Kuraś
Józef Kuraś, pseud. „Orzeł”, „Ogień” (ur. 23 października 1915 w Waksmundzie, zm. 22 lutego 1947 w Nowym Targu) – żołnierz Wojska Polskiego i Armii Krajowej, oficer Batalionów Chłopskich i Urzędu Bezpieczeństwa, partyzant na Podhalu w czasie II wojny światowej, pod koniec życia jeden z dowódców oddziałów podziemia niepodległościowego i antykomunistycznego, oskarżany o zbrodnie na ludności cywilnej.

## Życiorys

### Narodziny i młodość
Urodził się w rodzinie góralskiej (jego trzej bracia brali udział w walkach o Lwów i w wojnie polsko-bolszewickiej). Ukończył szkołę powszechną, następnie kontynuował naukę w gimnazjum, którą przerwał w 1933 po trzech latach nauki. W latach 1936–1938 pełnił służbę wojskową – początkowo w 2 pułku strzelców podhalańskich, a następnie w Korpusie Ochrony Pogranicza.
Był absolwentem szkoły podoficerskiej Korpusu Ochrony Pogranicza. 13 lutego 1939 ożenił się z Elżbietą Chorąży, z którą miał syna Zbigniewa.

### II wojna światowa

#### Kampania wrześniowa i morderstwo rodziny
Brał udział w kampanii wrześniowej jako żołnierz 1 pułku Strzelców Podhalańskich. 21 września, po kapitulacji pułku, próbował bezskutecznie przedostać się na Węgry; ostatecznie wrócił do rodzinnej wsi, gdzie zajął się pracą na roli. Od listopada 1939 był żołnierzem Służby Zwycięstwu Polski, a od 1941 Konfederacji Tatrzańskiej.
29 czerwca 1943 Gestapo zamordowało jego ojca, żonę i 2,5-letniego syna, a następnie spaliło jego dom. Przyjął wtedy nowy pseudonim „Ogień”.

#### Wstąpienie do AK
Po rozbiciu przez Gestapo Konfederacji Tatrzańskiej oddział Józefa Kurasia podporządkował się 16 lipca 1943 Armii Krajowej. Wspólnie z por. Władysławem Szczypką i por. Janem Stachurą utworzył Oddział Partyzancki Armii Krajowej „Wilk”. Został kwatermistrzem oddziału. Stosunki plutonowego Kurasia z nowo mianowanym dowódcą, por. Krystianem Więcławskim ps. „Zawisza”, układały się źle. W wyniku konspiracyjnego śledztwa został obarczony winą za samowolne opuszczenie obozu, w wyniku czego dwóch partyzantów poniosło śmierć. Kuraś został skazany na karę śmierci (wyrok unieważniono w 1944). Uniknął jej, przechodząc z częścią swego oddziału w maju 1944 do Batalionów Chłopskich. Prowadził skuteczną walkę z Niemcami. Jesienią 1944 jego licząca ok. 80 żołnierzy grupa partyzancka stała się oddziałem egzekucyjnym Powiatowej Delegatury Rządu RP w Nowym Targu i wykonywała wyroki podziemnych sądów specjalnych.

#### Współpraca z AL
Jesienią 1944, za zgodą nowotarskiego Zarządu Powiatowego Stronnictwa Ludowego „Roch”, nawiązał współpracę z Oddziałem Armii Ludowej „Za Wolną Ojczyznę” por. Brunona Skuteli ps. „Zygfryd” (oddział Kurasia wszedł w jego skład) i zgrupowaniem partyzantki sowieckiej mjr Iwana Zołotara „Artura” w Gorcach (w ramach tej współpracy prowadził również działania propagandowe, skierowane przeciw AK, oskarżając ją o współpracę z Gestapo w zwalczaniu partyzantki sowieckiej) oraz uznał Krajową Radę Narodową; 1 grudnia 1944 złożył na ręce dowódcy oddziału AL „Za Wolną Ojczyznę” Izaaka Gutmana „Zygfryda” pisemne oświadczenie, w którym deklarował poparcie dla programu i uznanie zwierzchnictwa PKWN oraz operacyjne podporządkowanie mu swojego oddziału.
Przez cały czas Kuraś walczył z Niemcami, m.in. 31 grudnia 1944 wspólnie z partyzantami sowieckimi wysadził pociąg na odcinku Rabka – Nowy Targ. 20 stycznia 1945 wspólnie z oddziałem AL (razem ok. 150 ludzi) rozbili niemiecką kolumnę samochodów ciężarowych (zginęło ok. 100 Niemców). 27 stycznia przeprowadził przez góry pododdziały Armii Czerwonej, umożliwiając wojskom sowieckim oskrzydlenie Nowego Targu od strony Kowańca.

### Po wojnie

#### Przynależność do UB i dezercja
Po zajęciu Nowego Targu podporządkował swój oddział sowieckiej komendanturze miasta i z jej ramienia otrzymał zadanie organizacji Milicji Obywatelskiej (MO) w Nowym Targu. Po kilku tygodniach decyzje władz sowieckich zostały zmienione przez ekipę przybyłą na Podhale z ramienia PKWN i „Ogień” oraz część jego ludzi zostali zwolnieni z MO. Na początku lutego 1945 pojechał do Lublina, a następnie do Warszawy, gdzie odbył rozmowy z przedstawicielami PPR, w tym z kierowniczką Wydziału Personalnego KC PPR Zofią Gomułkową i otrzymał od niej 10 marca 1945 nominację na szefa Powiatowego Urzędu Bezpieczeństwa Publicznego w Nowym Targu; nominacja ta nastąpiła wbrew opinii miejscowych władz MO i PPR; pod wpływem ich doniesień WUBP w Krakowie wszczął formalne śledztwo przeciw Kurasiowi, chociaż 21 marca zatwierdzono Kurasia na stanowisko szefa PUBP (jednak bez odwołania wcześniejszego szefa, Stanisława Strzałki). 12 kwietnia „Ogień” zdezerterował z dużą częścią podkomendnych. Ostatecznie Kuraś został wezwany do krakowskiego WUBP, jednak – ostrzeżony w drodze lub po otwarciu wiezionych przez siebie listów do WUBP (w których miał znajdować się jego nakaz aresztowania) – zawrócił z drogi i podjął decyzję o powrocie „do lasu”.

#### Przejście do podziemia
Działania „Ognia” w tym okresie nie do końca są wyjaśnione. Faktem jest, iż nie podporządkował się żadnemu z liczących się ówcześnie politycznych bądź militarnych ośrodków konspiracyjnych i działał na własną rękę.
W walce ze zgrupowaniem „Ognia” w latach 1945–1947 zginęło ponad 60 funkcjonariuszy UB, ponad 40 milicjantów oraz 27 funkcjonariuszy NKWD. 18 sierpnia 1946 Józef Kuraś wraz ze swymi żołnierzami zorganizował i przeprowadził akcję rozbicia i opanowania więzienia św. Michała w Krakowie, w rezultacie czego uwolniono kilkudziesięciu więźniów – żołnierzy AK, WiN, NSZ. Wydarzenie to upamiętniono specjalną tablicą wmurowaną w mur ogrodu Muzeum Archeologicznego w Krakowie od strony ul. Poselskiej.
Na przełomie 1945/1946 Zgrupowanie „Błyskawica” liczyło około 500 „leśnych” i kilkakrotnie więcej osób w siatce cywilnej. 21 kwietnia 1946 zawarł związek małżeński z Czesławą Polaczyk. Ślub w kościele w Ostrowsku i odbywające się na drugi dzień wesele na Górze Waksmundzkiej było manifestacją siły „Ognia”. 14 listopada 1946 Józef Kuraś wysłał list do Bolesława Bieruta, w którym wypunktował m.in. cele swojej walki: Oddział Partyzancki «Błyskawica» walczy o Wolną, Niepodległą i prawdziwie demokratyczną Polskę. Walczyć będziemy tak o granice wschodnie, jak i zachodnie. Nie uznajemy ingerencji ZSRR w sprawy wewnętrzne polityki państwa polskiego. Komunizm, który pragnie opanować Polskę, musi zostać zniszczony. Według współczesnego polskiego historyka, Macieja Korkucia, w swoich odezwach „Ogień” ostrzegał wszystkich konfidentów i ludzi pełniących w UB kierownicze stanowiska, że będą na każdym kroku wieszani i strzelani, nie patrząc na ich pochodzenie, a ich dobytek zostanie skonfiskowany na rzecz oddziałów partyzanckich. Z tego powodu działalność jego oddziałów wymierzona była zarówno w osoby narodowości polskiej, jak i pochodzenia niemieckiego, słowackiego i żydowskiego.
Historyk Artur Bata w publikacji pt. Bieszczady w ogniu z 1987 wskazał na rzekomy kontakt Józefa Kurasia z kpt. Antonim Żubrydem, dowódcą oddziału partyzanckiego „Zuch” Narodowych Sił Zbrojnych (w Sanoku miał zostać zatrzymany łącznik od Kurasia, którego aresztował dowódca tamtejszego dywizjonu pociągów pancernych Służba Ochrony Kolei (SOK), kpt. Marian Jarosz).

### Okoliczności śmierci
Jesienią 1946 organy bezpieczeństwa rozpoczęły ofensywę. 21 lutego 1947 „Ogień” wraz z towarzyszącą mu nieliczną grupą podkomendnych został otoczony przez grupę operacyjną KBW w Ostrowsku koło Nowego Targu. „Ogień” po walce i próbie wydostania się z okrążenia usiłował popełnić samobójstwo na strychu jednej z wiejskich chałup. Zmarł tuż po północy 22 lutego 1947 w szpitalu w Nowym Targu. Nie odnaleziono miejsca jego pochówku.

## Kontrowersje

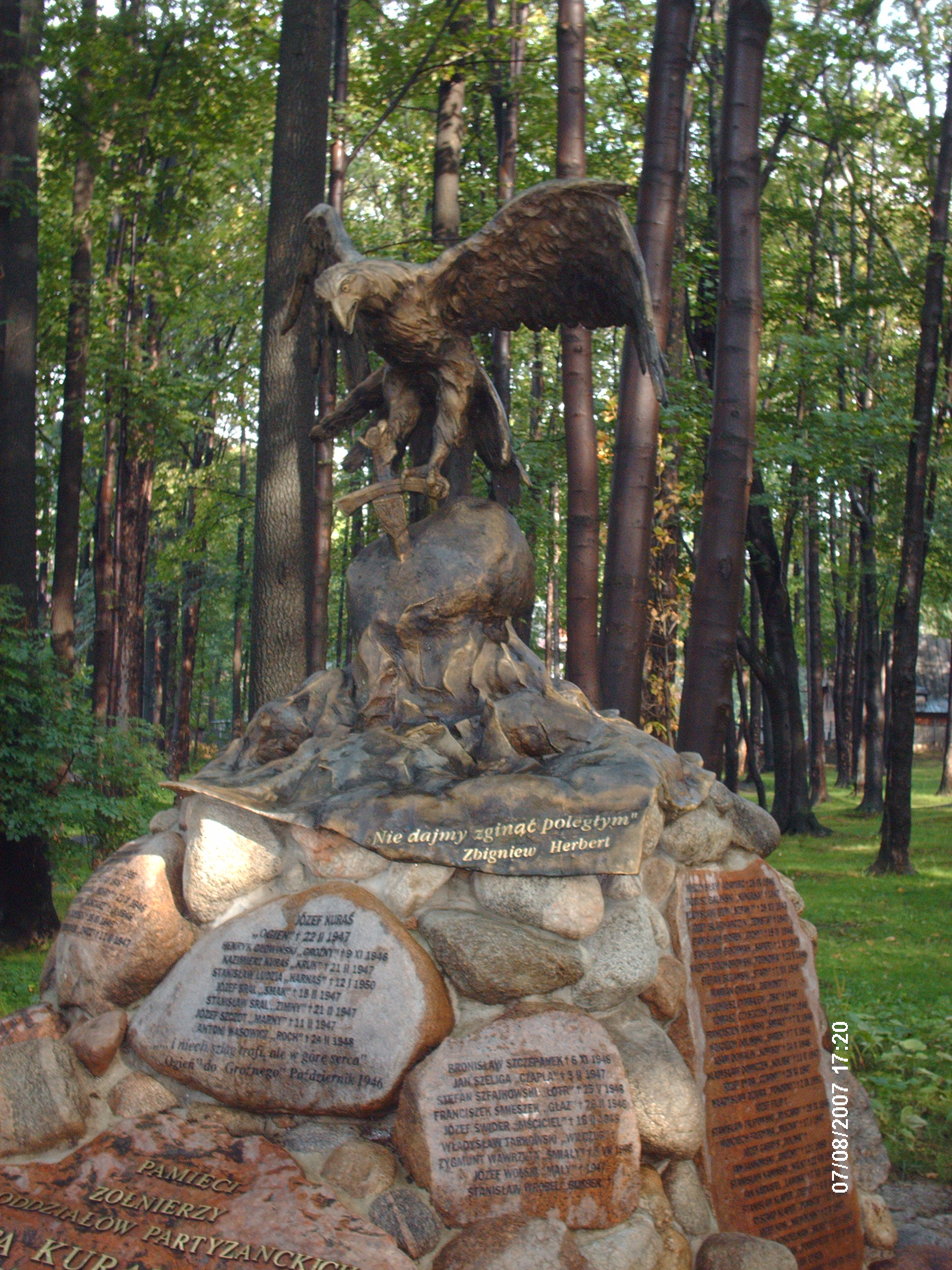
Pomnik Józefa Kurasia w Zakopanem

### Kwestia antysemityzmu
Postać Józefa Kurasia i działalność jego oddziału budzi kontrowersje. Według organizacji żydowskich działających w Polsce oddział „Ognia”, oprócz ataków na urzędy UB i posterunki MO, mordował Żydów ocalałych z Holocaustu i dokonywał rozbojów. Oddział zamordował m.in. kilkunastu Żydów w okolicy Krościenka (nie był to jednak rozkaz „Ognia”). Fakty mordowania Żydów przez oddział „Ognia” potwierdza z kolei Żydowski Instytut Historyczny, zaś według zastępcy „Ognia”, Jana Kolasy „Powichra”, jego ludzie mieli walczyć „O Polskę bez komunistów i Żydów tę ideologię wyznających”. O dowodach morderstw na Żydach mówił również ambasador Izraela David Peleg.
Wg Ludwika Borowskiego, komendanta powiatowego MO w Nowym Targu od sierpnia 1946 do stycznia 1947, pod koniec kwietnia 1946, z sanatorium w Rabce uprowadzono siedmioro żydowskich dzieci (Salomon Domberg, Sara Domberg, Blina Króba, Beniamina Rose, Frida Salzborg, Feiga Schweszarf i Chackela Świcznik), które z polecenia Kurasia zostały następnie zabite nieopodal Waksmundu.
Jan Tomasz Gross na podstawie zachowanej notatki Wojewódzkiego Komitetu Żydowskiego, a także relacji naocznego świadka, Jana Kacwina, oskarżył ludzi „Ognia” o mord 2 maja 1946 w okolicy Krościenka. Według tych relacji po zatrzymaniu jadącego do granicy autobusu z 26 Żydami oddział „Ognia” zamordował 11 osób, ranił 7, a 8 uciekło do Nowego Targu. Bolesław Dereń i Maciej Korkuć podali, że mord ten był czynem niepowiązanego z „Ogniem” Jana Wąchały ps. „Łazik”, którego Kuraś później skazał na śmierć i rozstrzelał. Wersję Grossa potwierdził natomiast w 2016 Jerzy Wójcik, podając, że grupa z oddziału Józefa Kurasia „Ognia” wymordowała pod Krościenkiem 13 Żydów (w tym siedem kobiet i 11-letniego chłopca; dwie z ofiar zmarły w szpitalu) zamierzających przekroczyć granicę w okolicy Krościenka. W tej samej akcji zabito również, prowadzącego Żydów jako przewodnik, Jana Wąchałę ps. „Łazik”. Wójcik podaje, że oddział „Ognia” zabił kilka dni wcześniej w tej samej okolicy kilkoro innych Żydów. Maciej Korkuć zgodził się z ustaleniami Jerzego Wójcika dodając: Mamy do czynienia z mieszkańcami Polski zastrzelonymi przez żołnierzy polskiego podziemia niepodległościowego, ludzi w mundurach polskiego wojska. Nie działali oni jako narzędzia tego czy innego systemu totalitarnego. Członkowie jego oddziału zamordowali w 1946 roku Józefa Oppenheima, przedwojennego, wieloletniego naczelnika TOPR-u; ówczesna prokuratura uznała zbrodnię za napad rabunkowy.
W marcu 2023 r. polscy historycy oraz przedstawiciele organizacji i środowisk żydowskich wyrazili swój sprzeciw wobec upamiętniania Józefa Kurasia srebrną monetą Narodowego Banku Polskiego. Sygnatariusze listu napisali m.in.: Pod pojęciem „Żołnierzy Niezłomnych” kryje się zarówno działalność tych, którzy nie godząc się na dyktat Związku Sowieckiego nie rzucili broni i walczyli dalej z przedstawicielami komunistycznej władzy, jak i osób, które w imię nacjonalistycznych haseł mordowały przedstawicieli wszelkich mniejszości narodowych żyjących od wieków w Polsce. Mają oni na sumieniu śmierć niewinnych cywili.

### Akcje przeciw Słowakom
Według Ludomira Molitorisa z Towarzystwa Słowaków w Polsce w czasie swej działalności na Spiszu i Orawie Kuraś przerażał mieszkających tam Słowaków oraz dopuszczał się zbrodni i grabieży.
Stanisław Wałach, szef powiatowych UBP w Chrzanowie, Limanowej i Nowym Sączu, naczelnik Wydziału III WUBP w Krakowie, który również brał udział w akcjach przeciw „Ogniowi”, w 1965 wydał książkę Był w Polsce czas, a w 1976 – Świadectwo tamtym dniom – opisujące działania „Ognia”.
Towarzystwo Słowaków w Polsce wezwało do przeprowadzenia przez IPN śledztwa w sprawie akcji przeciw ludności słowackiej, dokonywanych przez Kurasia i podległe mu oddziały na Podhalu. W 2012 Ľubomír Ďurina, dyrektor słowackiego archiwum IPN, pokazał w Warszawie film poświęcony Kurasiowi Zakątki zapomniane przez Pana Boga. Stwierdził przy tym: Posiadamy wiele relacji osób, które w latach 1945–1947 uciekały ze Spisza i Orawy przed ludźmi Kurasia i chroniły się na terenie Czechosłowacji. Po przekroczeniu granicy osoby te były przesłuchiwane przez czechosłowacką służbę bezpieczeństwa i opowiadały o powodach ucieczki z Polski. To są wstrząsające relacje o terrorze, mordach, gwałtach, grabieżach.
W 1990 nowotarski oddział Światowego Związku Żołnierzy Armii Krajowej wydał oświadczenie w którym czytamy: Nie mamy nic wspólnego z „Ogniem” i jego pogrobowcami. Uważamy, że zamiast uczestniczyć w uroczystościach ku czci „Ognia” należałoby odprawić żałobne nabożeństwo w intencji jego ofiar, a jest ich 430. W 2016 Komisja Ścigania Zbrodni Przeciwko Narodowi Polskiemu wszczęła śledztwo przeciwko Kurasiowi pod kątem ewentualnych zbrodni komunistycznych. Według zawiadamiających - członków nowotarskiego oddziału Światowego Związku Armii Krajowej - „Ogień” pomagał w deportacji akowców na Wschód.

## Sprawa stopnia wojskowego
Sprawa stopnia wojskowego „Ognia” nie jest jasna. W Wojsku Polskim miał stopień kaprala, podobnie w Konfederacji Tatrzańskiej i Armii Krajowej, gdzie jednak według niektórych źródeł miał otrzymać awans na plutonowego. W Batalionach Chłopskich otrzymał stopień porucznika utrzymany w Armii Ludowej, Milicji Obywatelskiej i Urzędzie Bezpieczeństwa Publicznego (wg innych źródeł otrzymał go dopiero w UBP). Po dezercji z organów bezpieczeństwa i odtworzeniu oddziału partyzanckiego ogłosił się majorem, wykorzystując do tego skradzione dokumenty podpisane in blanco przez mjr Adama Stabrawę ps. „Borowy”, inspektora AK Nowy Sącz i dowódcę 1 pspodh. AK. Realnie „Ogień” nie mógł otrzymać żadnego stopnia oficerskiego z rozkazu Armii Krajowej, ponieważ ciążył na nim wyrok śmierci za dezercję z organizacji oraz nie posiadał zdanej matury, gwarantującej w AK otrzymanie rangi oficerskiej. 11 listopada 1989 samozwańczy „Prezydent Wolnej Polski na Wychodźstwie” Juliusz Nowina-Sokolnicki mianował Kurasia pośmiertnie generałem brygady, a następnie generałem dywizji. W 2017 minister obrony narodowej RP Antoni Macierewicz wydał postanowienie o uznaniu stopnia oficerskiego majora.

## Upamiętnienie

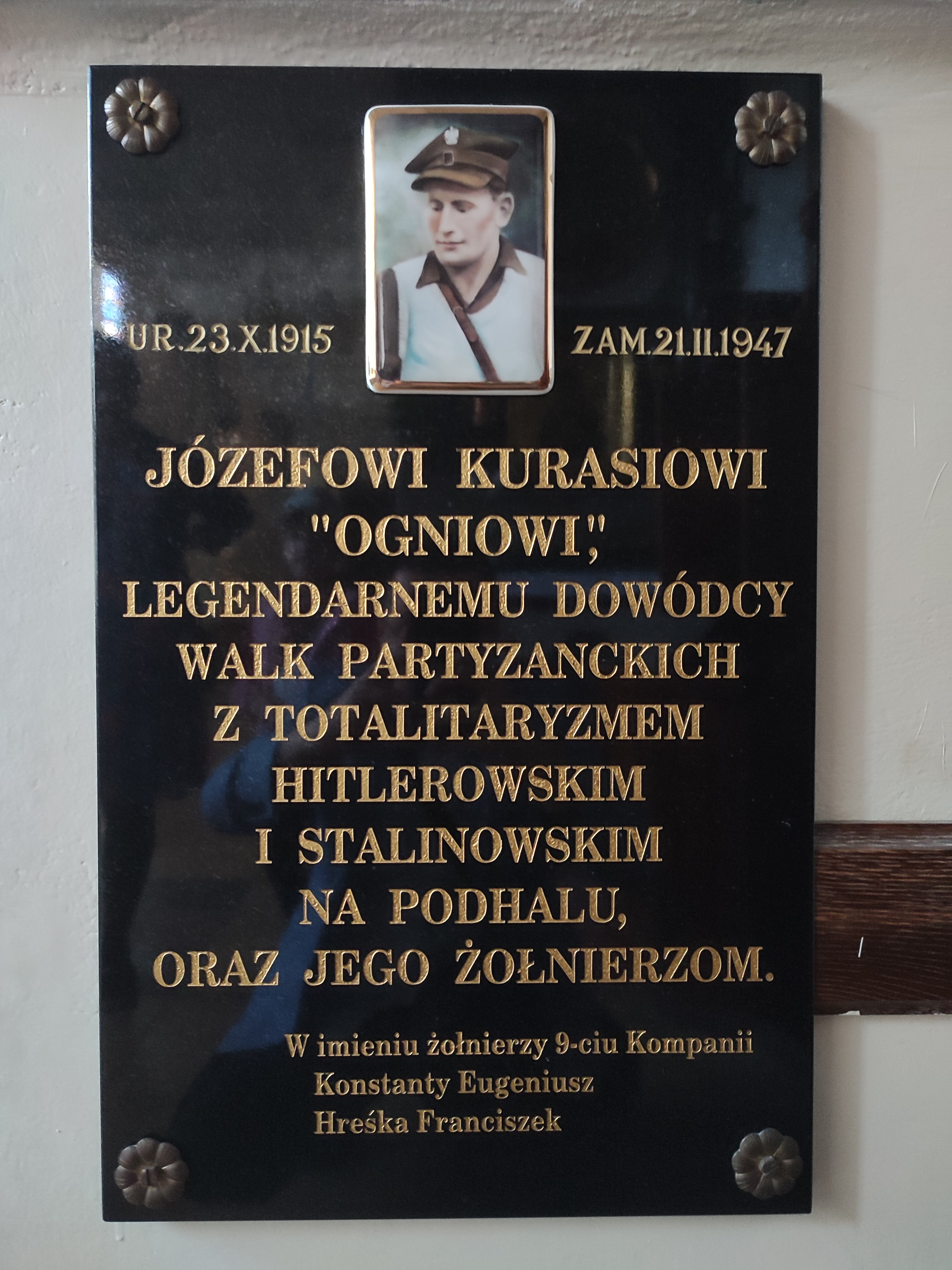
Tablica upamiętniająca Józefa Kurasia w Kościele św. Stanisława Kostki w Warszawie

W 1987 w wydawnictwie niezależnym CDN ukazała się publikacja autorstwa Artura Dmochowskiego pt. Zginął za Polskę bez komunistów. Zarys biografii Józefa Kurasia „Ognia”.
Imieniem Józefa Kurasia nazwano ulicę w Łodzi, którą jednak w 1999 przemianowano na Złotniczą.
W 2002 powstał film dokumentalny pt. A potem nazwali go bandytą (scenariusz i reżyseria: Grzegorz Królikiewicz).
13 sierpnia 2006 w Zakopanem odsłonięto pomnik Józefa Kurasia – „Ognia”. W uroczystościach uczestniczył prezydent RP Lech Kaczyński.
Andrzej Kołakowski poświęcił Józefowi Kurasiowi piosenkę pt. Epitafium dla majora Ognia.
W miejscowości Nowa Biała (słow. Nová Belá) znajduje się tablica pamiątkowa, upamiętniająca morderstwo czterech słowackich mieszkańców wsi przez zbrojną grupę Józefa Kurasia „Ognia”. Umieszczony napis głosi: SŁOWAKOM ZAMORDOWANYM PRZEZ BANDĘ „OGNIA” 16 KWIETNIA 1946 R. / SLOVÁKOM ZAVRAŽDENÝM BANDOU „OGNIA” 16. APRÍLA 1946.
1 marca 2023 w Głogowie odsłonięto pomnik poświęcony Józefowi Kurasiowi w ramach „Alei Pamięci”, obok 15 innych pomników żołnierzy podziemia antykomunistycznego.
W 2023 r. Narodowy Bank Polski wydał upamiętniającą Kurasia srebrną monetę kolekcjonerską o nominale 10 złotych należącą do serii „Wyklęci przez komunistów żołnierze niezłomni”.
W lutym 2024 decyzją minister rodziny, pracy i polityki społecznej Agnieszki Dziemianowicz-Bąk Urząd do Spraw Kombatantów i Osób Represjonowanych zaprzestał organizacji wydarzeń upamiętniających Józefa Kurasia oraz Brygadę Świętokrzyską Narodowych Sił Zbrojnych. W ocenie minister: Zbiorowa pamięć wskazuje moralne wzorce dla przyszłych pokoleń; nie może być w niej miejsca na hagiografię osób, które ze względu na swoje czyny zasługują na potępienie.